# Microsoft Kaizala
Microsoft Kaizala war ein Instant Messenger von Microsoft, der in dem Office-Paket Microsoft Office 365 enthalten war. Der Dienst wurde als mobile App für Android- und IOS-Geräte mit WLAN-Unterstützung angeboten, konnte aber auch als Web-App auf einem Desktop-Rechner verwendet werden. Der Name ist indisch und bedeutet übersetzt „was war los?“.

## Funktionen
Obwohl Kaizala optische Ähnlichkeiten mit dem führenden Instant-Messenger WhatsApp hatte, richtete sich der Messenger an Business-Kunden und benötigte für die Nutzung eine Telefonnummer. Die Funktionen der App waren unter anderem:
- Führen und Dokumentieren von Chats mit Mitarbeitern im Unternehmen und externen Kunden
- Verschicken (und Aufnehmen) von Dateien wie Videos, Bildern und Dokumenten
- Nutzung von Aktionskarten wie Umfragen, Abstimmungen, Aufgabenverteilungen, Schulungen oder Standortfreigaben
- Erstellung von eigenen Aktionskarten, Berichten und Analysen
- Markieren von Personen in Texten und Inhalten
- Löschfunktionen
- Gruppen- und Rechteverwaltung
- Speichern von Notizen und Erinnerungen

Unterstützt wurden 40 Sprachen. Über eine API konnten Entwickler Kaizala in ihre Programme integrieren. Die Pro-Version sollte die Anforderungen von GDPR, ISO 27001, SOC1 und HIPAA unterstützen.

## Geschichte
Im November 2017 wurde der Dienst erstmals in Indien veröffentlicht und wurde später auch in weiteren Ländern freigeschaltet und in größeren Unternehmen verwendet. Der Dienst entsprang aus Microsoft Garage und ist besonders in asiatischen Ländern beliebt. Am 5. April 2019 wurde der Dienst weltweit veröffentlicht. Geplant war außerdem eine Integration mit dem Team-Verwaltungsdienst Microsoft Teams im Jahr 2020.
Im Februar 2023 wurde bekannt, dass der Dienst zum 31. August 2023 eingestellt wird. Es wird empfohlen, zu Microsoft Teams zu wechseln.